# 玉ちゃんのいきいき青春歌謡塾
『玉ちゃんのいきいき青春歌謡塾』（たまちゃんのいきいきせいしゅんかようじゅく）は、テレビ愛知とワールド・ハイビジョン・チャンネル (TwellV) で放送されていた歌謡番組。テレビ愛知とJTCの共同制作。
この項目では、後継番組の『いきいき青春歌謡塾シーズン2』と『BSいきいき歌謡塾』に関しても記述する。

## 概要
シルバー世代をターゲットにした番組で、主に演歌と高度経済成長期の歌謡曲を取り上げている。司会は、70歳で演歌歌手デビューした「玉ちゃん」こと玉村静一郎が務めている。ゲストには毎回若手の演歌歌手からベテランの演歌歌手に至るまで様々な人物を招き、彼らと思い出の曲にまつわるトークをしたり、ステージ上で歌を披露してもらったりしている。また、司会の玉村自身もステージ上で歌を披露する。
この番組は、2005年4月3日に『玉ちゃんの青春カラオケ大学』（たまちゃんのせいしゅんカラオケだいがく）と題してスタートした。その当時はテレビ愛知と千葉テレビの2局のみで番販ネットされていたが、2007年4月1日放送分をもって番組タイトルを現在のものへと改め、後に地上波でのネット局を増やした。さらに、2009年10月からはスカパー!ほかでの視聴が可能な歌謡ポップスチャンネルでのネットも開始した。地上デジタル放送完全移行直前ということもあり、効率の良い全国放送を目指すために2011年3月をもってそれまでのネット局を整理し、同年4月にTwellVでのBSネットに集約化した。
番組は随時公開収録を行っており、岐阜県岐阜市のホテルグランヴェール岐山カルチャーホールをメインに月に1回ほどの頻度で行っている（公開収録を行わない月もある）。また、日本各地でも公開収録を行っており、7月に東京都台東区で催される「うえの夏まつり」の会場をはじめ、過去には放送対象エリア外だった鹿児島県鹿屋市の鹿屋市文化会館で収録をしたこともある。鹿屋市文化会館には口コミで番組を知る演歌ファンが押し寄せ、2,000人を超える見物客が集まった。この公開収録を観覧するにあたり、事前申し込みなどの手続きは一切不要で、観覧希望者は時間前までに来場すれば自由に観覧できる。
2014年9月をもって玉村が降板。翌10月からは梓夕子、坂井一郎の司会による番組『いきいき青春歌謡塾シーズン2』がスタート。
翌年2015年4月からは梓夕子、青山ひろしの司会による番組『BSいきいき歌謡塾』がスタート。テレビ愛知の放送がなくなり制作も外れた。BSいきいき歌謡塾は2017年9月から安倍里葎子が司会を担当し、2018年からたくみ稜が加わった。2019年3月31日をもって放送終了。

## 出演者

### BSいきいき歌謡塾の出演者
- 安倍里葎子 - 司会
- たくみ稜 - 司会

### 過去の出演者
- 玉村静一郎 - 番組上では玉ちゃん名義。シーズン1司会。
- いずはら玲子 - アシスタントを担当。
- 葵かを里 - アシスタントを担当。
- 梓夕子 - シーズン1ではアシスタント、シーズン2とBSでは司会を担当。
- 坂井一郎 - シーズン2ではアシスタントを担当。
- 青山ひろし - 2015年より梓夕子と司会を担当。

## スタッフ
- 番組監修 - 赤間剛勝
- 構成演出 - 熊田克章
- 制作協力 - 月刊ミュージック☆スター、みんなの歌謡曲、玉村音楽企画
- ディレクター - 高木広則
- プロデューサー - 三浦正俊（テレビ愛知）、熊田克隆
- 制作 - テレビ愛知、JTC

## 放送局

### 2015年4月以降のネット局
| 放送対象地域 | 放送局 | 系列           | 放送日時                              | 備考 |
| ------------ | ------ | -------------- | ------------------------------------- | ---- |
| 日本全国     | TwellV | BSデジタル放送 | 日曜 5:30 - 6:00 （2011年4月 - 現在） |      |

### 過去のネット局
| 放送対象地域 | 放送局                 | 系列           | 放送日時                                                                               | 備考               |
| ------------ | ---------------------- | -------------- | -------------------------------------------------------------------------------------- | ------------------ |
| 愛知県       | テレビ愛知             | テレビ東京系列 | 日曜 5:30 - 6:00 （2005年4月 - 2006年9月） 日曜 6:00 - 6:30 （2006年10月 - 2015年3月） | 地上波時代の製作局 |
| 千葉県       | 千葉テレビ             | 独立UHF局      | 金曜 8:30 - 9:00 （2006年4月 - 2011年3月）                                             |                    |
| 岐阜県       | 岐阜放送               | 独立UHF局      | 水曜 8:30 - 9:00 （2009年4月 - 2010年3月）                                             |                    |
| 和歌山県     | テレビ和歌山           | 独立UHF局      | 水曜 8:30 - 9:00 （2009年4月 - 2009年12月）                                            |                    |
| 日本全国     | 歌謡ポップスチャンネル | CSチャンネル   | 日曜 7:30 - 8:00 （2009年10月 - 2011年3月）                                            |                    |
| 兵庫県       | サンテレビ             | 独立UHF局      | 水曜 8:00 - 8:30 （2010年10月 - 2011年3月）                                            |                    |